# Paradeisl

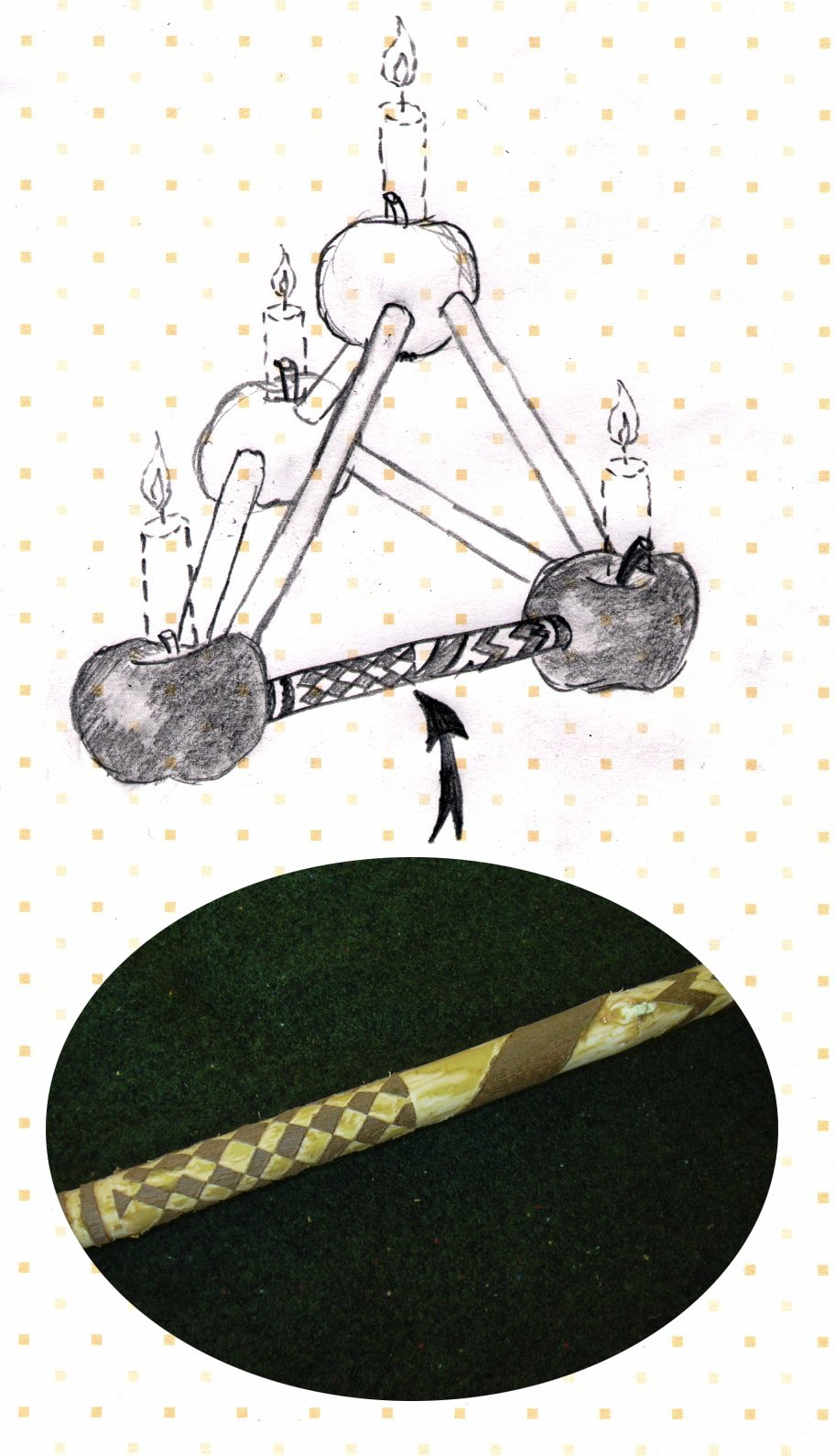
Das Paradeisl erfüllt die gleiche Aufgabe wie ein Adventskranz. Vier Kerzen schmücken es und an jedem Adventssonntag wird eine weitere Kerze angezündet.

Das Paradeisl, auch Paradeiser oder Paradeiserl genannt, ist der altbairisch-österreichische Vorläufer des Adventskranzes. Traditionell besteht es aus vier roten Äpfeln, die mit meist bemalten oder als Schnitzarbeit verzierten Stöcken zu einer Dreieckspyramide verbunden werden. Auf jedem Apfel ist eine Kerze angebracht. Meist werden drei rote Kerzen sowie eine rosafarbene Kerze (in der Unteretage) verwendet, landschaftlich sind auch drei violette und eine rosafarbene Kerze im Gebrauch. Jeden Sonntag wird eine der Kerzen angezündet, am dritten Adventssonntag die rosa Kerze, passend zur liturgischen Farbe des Sonntags Gaudete  (latein: „Freuet Euch“). Am vierten Adventssonntag leuchtet die Kerze auf der Spitze der Pyramide. Der Paradeiser steht oft auf einem mit Weihnachtsgebäck, Nüssen oder Äpfeln geschmückten Teller.